# Karin Radermacher
Karin Radermacher geb. Galuschka (* 10. Februar 1945 in Ladenburg) ist eine deutsche Politikerin (SPD) und war Mitglied im Bayerischen Landtag.

## Biografie
Radermacher absolvierte eine Ausbildung zur Industriekauffrau und Sozialarbeiterin, bevor sie auf dem zweiten Bildungsweg einen Abschluss als Diplom-Psychologin erreichte. Sie arbeitete als Bewährungshelferin, in der betrieblichen Sozialarbeit und leitete eine Altenpflegeschule.
In Würzburg gründete Karin Radermacher im Jahr 1983 Pro Familia und war fünf Jahre Vorsitzende dieses Verbandes. Seit 1992 ist sie Vorsitzende der Arbeiterwohlfahrt Kreisverband Kitzingen. Bis September 2004 war sie zudem stellvertretende Landesvorsitzende der Arbeiterwohlfahrt Bayern. In den Jahren 1976 bis 1990 war Rademacher Vorsitzende der Würzburger Naturfreunde (jetzt Ehrenvorsitzende). Von 1996 bis 2005 war sie Vorsitzende des Entwicklungshilfeprojektes Landesarbeitsgemeinschaft Malihilfe e.V. (LAG Malihilfe). Sie ist Mitglied in der Gewerkschaft Ver.di. Karin Radermacher lebt in Würzburg, ist verheiratet und hat zwei erwachsene Töchter.

## Politik
Karin Radermacher trat im Jahr 1965 der SPD bei und war Mitglied im Ortsvorstand, Kreisvorstand, Unterbezirksvorstand sowie Landesvorstand. Von 1972 bis 1986 war sie Stadträtin in Würzburg. Am 12. Oktober 1986 wurde sie erstmals über die Landesliste für den Wahlkreis Unterfranken (Stimmkreis Kitzingen) in den Bayerischen Landtag gewählt, dem sie bis 2008 angehörte. Von 1990 bis 1994 war sie Vorsitzende des Ausschusses für kulturpolitische Fragen und von 1994 bis 1998 Vorsitzende des Ausschusses für Bildung, Jugend und Sport. Zur Vorbereitung der bayerischen Landtagswahl am 25. September 1994 berief sie Renate Schmidt für den Bereich Bildungspolitik in ihr Regierungsteam. 1998 wurde sie zur stellvertretenden Vorsitzenden der SPD-Landtagsfraktion gewählt. Von Oktober 2003 bis Oktober 2005 war sie Mitglied im Ausschuss für Umwelt und Verbraucherschutz des Landtages und in der Zeit von Dezember 2004 bis Februar 2007 war sie stellvertretende Vorsitzende im „Untersuchungsausschuss Staatsministerin Monika Hohlmeier“, der sich mit der „Münchner CSU-Affäre“ beschäftigte. Fachpolitisch waren ihr die Bereiche Hochschule und Forschung sowie Haushalt und Finanzen zugeordnet. Zur Landtagswahl in Bayern 2008 stand sie nicht mehr zur Wahl.